# Emby
Emby (früher Media Browser) ist ein Medienserver zum Organisieren, Abspielen und Streamen von Audio und Video auf einer Vielzahl von Geräten. Der Quellcode von Emby war im August 2017 größtenteils offen mit einigen Closed-Source-Komponenten, Die auf der Emby-Website veröffentlichten Versionen der Software sind jedoch urheberrechtlich geschützt. und können auch nicht aus dem Quellcode repliziert werden, da die Build-Skripte ebenfalls proprietär sind. Ab der Version 3.5.3 wurde Emby neu lizenziert und ist nun Closed-Source, während Open-Source-Komponenten in Plugins ausgelagert werden. Aus diesem Grund wurde ein kostenloser Open-Source-Fork von Emby namens Jellyfin erstellt. Emby verwendet ein Client-Server-Modell.
Emby wurde für Microsoft Windows, Linux, MacOS und FreeBSD entwickelt. Benutzer können sich mit dem Server über einen kompatiblen Client verbinden, der auf einer Vielzahl von Plattformen verfügbar ist, darunter HTML5, mobile Plattformen wie Android und IOS, Streaming-Geräte wie Roku, Amazon Fire TV, Chromecast und Apple TV, Smart-TV-Plattformen wie Android TV, LG Smart TV und Samsung Smart TV sowie Videospielkonsolen wie PlayStation 3, PlayStation 4, PlayStation 5, Xbox 360, Xbox One und Xbox Series.

## Emby Premiere
Während das Betrachten und Streamen von Medien mit Emby kostenlos ist, erfordern eine Reihe von Funktionen der Clients ein aktives Emby-Premiere-Abonnement. Ab dem 23. März 2021 kostet Emby Premiere $4,99 monatlich, $54 jährlich oder eine $119 „lebenslange“ Lizenz. Zum Beispiel können Nutzer Inhalte mit den HTML5-, Roku-, Apple-TV-, iOS-, macOS-, Samsung-Smart-TV- und LG-Smart-TV-Clients ohne Abonnement ansehen, aber wenn sie dies auf einer anderen Plattform tun möchten, müssen sie Emby Premiere oder einen einmaligen App-Freischaltungskauf haben, der in einigen Apps verfügbar ist. Die Live-TV- und DVR-Funktionalität ist nur für Premiere-Nutzer enthalten.